# Indolestes pulcherrimus
Indolestes pulcherrimus är en trollsländeart som först beskrevs av Fraser 1924.  Indolestes pulcherrimus ingår i släktet Indolestes och familjen glansflicksländor. IUCN kategoriserar arten globalt som otillräckligt studerad. Inga underarter finns listade i Catalogue of Life.